# Edris
Edris (arabisch إدریس, DMG Idrīs) ist ein weiblicher wie männlicher Vorname sowie ein arabischer Familienname. Im deutschen Sprachraum leben 25 bzw. 16 Prozent der Namensträger in Baden-Württemberg und Hessen. Der Name wird als Variante von Idris aufgefasst, eines Propheten im Koran.

## Namensträger

### Weiblicher Vorname
- Edris Eckhardt (1905–1998), US-amerikanische Künstlerin
- Edris Stannus (1898–2001), britische Tänzerin
- Edris Rice-Wray Carson (1902–1990), US-amerikanische Medizinerin

### Männlicher Vorname
- Edris Hapgood (1908–1973), englischer Fußballspieler
- Edris Hijrat (* 1990), afghanischer Fußballnationalspieler
- Edris Saint-Amand (1918–2004), haitianischer Schriftsteller

### Familienname
- Muktar Edris (* 1994), äthiopischer Läufer
- Zakaria Mohd Edris, malaysischer Politiker und Parlamentarier